# Bombenlegeraffäre
Die Bombenlegeraffäre (luxemburgisch: Bommeleeër Affär) bezeichnet eine von mehreren Tätern verübte Serie von Bombenanschlägen auf Infrastruktureinrichtungen und öffentliche Gebäude im Großherzogtum Luxemburg zwischen Mai 1984 und April 1986. Da sowohl die Täter als auch die Motive der Taten seit Jahrzehnten im Dunkeln sind, entwickelten sich Verschwörungstheorien. Die Wiederaufnahme eines zuvor unterbrochenen Gerichtsverfahrens wird weiterhin (2024) durch die luxemburgische Justiz vorbereitet.

## Zusammenfassung der Ereignisse
1984 und 1985 entwendeten die Täter mehrmals Zünder und Sprengstoff aus luxemburgischen Steinbrüchen. Mit ihnen wurden Strommasten des Energieversorgungsunternehmens Cegedel gesprengt. Die Cegedel erhielt daraufhin mehrere Erpresserbriefe. Das Unternehmen schaltete die Polizei ein und entschied sich zunächst, nicht zu zahlen. Als die Cegedel den Forderungen dann aber nachgeben wollte, ließen die Täter die Geldübergabe platzen und erklärten, dass sie von der eingeschalteten Polizei wüssten und verhöhnten sie zugleich. In der Folge wurden weiterhin Strommasten Ziele von Anschlägen, jedoch nun auch das Gendarmerie-Hauptquartier oder der Justizpalast. Besonderes Aufsehen erregte eine kleine Sprengladung, die die Täter während der Ratssitzung der Europäischen Staats- und Regierungschefs auf dem Kirchberg-Plateau aus dem Fenster eines fahrenden Autos warfen. Nach zwei weiteren Anschlägen auf die Wohnung eines Notars (Autobombe) und die Wohnung des kurz zuvor pensionierten Kommandanten der Gendarmerie hörten die Anschläge abrupt auf.
Bei den 18 Anschlägen wurde niemand getötet. Eine in einem Wald entdeckte Sprengfalle hätte Menschen töten können. Ein Ingenieur wurde nach einem Anschlag auf die Radaranlage des Flughafens schwer an den Händen verletzt, als er eine mit einem Zünder präparierte Taschenlampe aufhob, die daraufhin explodierte. Als die Stromleitungen eines umgeknickten Strommastes auf die Autobahn fielen, kam es zu Unfällen, bei denen jedoch niemand schwer verletzt wurde.

## Chronologie der Anschläge
- 30. Mai       1984: Strommast der Cegedel – Beidweiler
- 2. Juni      1984: Strommast der Cegedel – Beidweiler
- 12. April     1985: Ferienhaus – Bourscheid (kein gesicherter Zusammenhang mit den anderen Taten)
- 27. April     1985: Strommast der Cegedel – Stafelter
- 7. Mai       1985: Strommast der Cegedel – Schléiwenhaff
- 27. Mai       1985: Gendarmeriezentrale – Bonneweg-Nord/Verlorenkost, Luxemburg (Stadt)
- 29. Mai       1985: Cegedel Strommast – Itzig
- 23. Juni      1985: Gaswerk in Hollerich, Luxemburg-Stadt
- 5. Juli      1985: Sprengfalle – Blaaschent
- 5. Juli      1985: Kasematten – Luxemburg Stadt
- 26. Juli      1985: Luxemburger Wort – Gasperich, Luxemburg-Stadt
- 28. August    1985: Polizeibüro in Glacis, Luxemburg-Stadt
- 28. August    1985: Ponts & Chaussées (Straßenbauverwaltung) – Glacis, Luxemburg-Stadt
- 30. September 1985: Piscine Olympique (Olympia-Schwimmhalle) – Kirchberg, Luxemburg-Stadt
- 20. Oktober   1985: Palais de Justice – Luxemburg-Stadt
- 9. November  1985: Flughafen Findel
- 30. November  1985: Strommast Cegedel – Grünewald
- 2. Dezember  1985: Treffen der Europäischen Staats- und Regierungschefs – Kirchberg, Luxemburg-Stadt
- 17. Februar   1986: Notar Hellinckx – Cents, Luxemburg-Stadt
- 25. März      1986: Colonel Wagner – Belair (Luxemburg), Luxemburg-Stadt

## Dokumentationsreihe
Im Jahr 2005 startete der luxemburgische Fernsehsender RTL Télé Lëtzebuerg eine Dokumentationsreihe, die sich, jeweils zum 20. Jahrestag der einzelnen Anschläge, mit den Taten befasste, Zeugen befragte und die Arbeit der Ermittler untersuchte. Anfangs belächelt, zeigte der Sender Fehler bei den Ermittlungen auf und veröffentlichte immer mehr neue Fakten. Durch das neu entbrannte öffentliche Interesse nahm auch die Politik das Thema auf; dies gipfelte darin, dass Premierminister Jean-Claude Juncker einen anonymen Zeugen aus einem RTL-Interview empfing, um später seine Erkenntnisse persönlich dem Untersuchungsrichter mitzuteilen. Die Aussage dieses Zeugen war von den Ermittlern zunächst nicht ernst genommen worden und er sei auch von ihnen unter Druck gesetzt worden.

## Weitere Entwicklungen
Nachdem die Ermittlungen mehrere Jahre geruht hatten, wurden sie im Jahr 2004 wieder aufgenommen. Im Verdacht stehen zwei Mitglieder der Brigade Mobile de la Gendarmerie (BMG), der ehemaligen mobilen Einsatzgruppe der Luxemburger Gendarmerie Grand-Ducale, die Anschläge durchgeführt zu haben. Es wird vermutet, dass sie durch die Anschläge Reformen, eine Aufstockung und die Aufrüstung der Polizeikräfte erreichen wollten. Die beiden Polizisten werden des versuchten Totschlags beschuldigt und sind zurzeit suspendiert; sie bestreiten jegliche Verwicklung.
Für Aufsehen sorgte eine Stellungnahme des Generaldirektors der luxemburgischen Polizei Pierre Reuland, als dieser sich in einer schriftlichen Stellungnahme hinter die beschuldigten Beamten stellte. Reuland war in den Jahren der Bombenlegeraffäre Kommandant jener Spezialeinheit der Gendarmerie, der die Beschuldigten angehört hatten. Nach öffentlicher und politischer Entrüstung über diese Stellungnahme wurde Reuland vom zuständigen Minister abgemahnt. Infolge eines brisanten Briefes von Oberstaatsanwalt Robert Biever wurden nur wenige Wochen später Generaldirektor Pierre Reuland sowie der Generalsekretär der Polizei vom zuständigen Minister Luc Frieden ihrer Ämter enthoben und auf andere Posten versetzt. Beide gelten jedoch nicht als Tatverdächtige.
Zwölf Tage bevor der im Januar 1940 geborene Polizist Mitte Juli 2004 starb, sollen Ermittler des luxemburgischen Nachrichtendienstes Service de Renseignement de l’Etat ihm diesbezügliche Fragen gestellt haben, auf die es bis heute noch keine offizielle Antwort gibt.
Am 2. Juli 2014 gab das Gericht bekannt, den Prozess auf unbestimmte Zeit auszusetzen. Die Staatsanwaltschaft hatte zuvor angekündigt gegen sechs weitere ehemalige, hochrangige Offiziere und Beamte der Polizei Strafantrag wegen Verdachts auf Mittäterschaft, Strafvereitelung im Amt sowie Falschaussage unter Eid zu stellen, da sich die Betroffenen vor Gericht vermehrt in Widersprüche verwickelten. Der Untersuchungsrichter müsste zuerst eine Entscheidung treffen, ob die Verdächtigen mitangeklagt werden, bevor das Gerichtsverfahren weitergehen kann.
Am 24. Juli 2019 gab die Staatsanwaltschaft bekannt, dass sie gegen neun weitere Personen Anklage erheben wird. Bei einem zehnten Verdächtigen, Ben Geiben, Gründer einer Gendarmerie-Spezialeinheit, verzichtete sie darauf. Sollte die zuständige Strafkammer dem zustimmen, ist davon auszugehen, dass der Strafprozess vollständig neu geführt werden muss. Der Elitepolizist Geiben hatte zahlreichen Beobachtern als Hauptverdächtiger gegolten.

## Besonderheiten
Obwohl es mehrere Geldforderungen gab, ließen die Täter die Geldübergaben platzen.
Die Täter verfügten über Informationen von Eingeweihten zu den Zielobjekten und dem Vorgehen der untersuchenden Polizei, der Gendarmerie und des Geheimdienstes. So wussten die Täter, wann welche Objekte bewacht wurden, führten die Fahnder an der Nase herum und provozierten sie. Trotz einer Vielzahl von Spuren und Zeugenaussagen gelang es der Police grand-ducale nicht, die Täter zu fassen.

## Verschwörungstheorien
Eine der populärsten Verschwörungstheorien war eine mögliche Verwicklung von Prinz Jean in die Bombenlegeraffäre. Die Tatverdächtigungen führten schließlich dazu, dass die Staatsanwaltschaft eine Mitteilung veröffentlichen ließ, in der sie ihn durch ein Alibi entlastete. 
Es bestätigte sich im Rahmen der bisherigen Verhandlungstage vor Gericht zwar die bereits zuvor bekannte Tatsache, dass auch in Luxemburg eine Stay Behind-Organisation existierte, jedoch ergab sich kein glaubwürdiger Hinweis auf eine Verbindung zur Bommeleeër Affär. Im Gegenteil zeigte sich im Laufe des Verfahrens, dass gefälschte Hinweise auf eine Stay Behind-Beteiligung nachträglich in die SREL-Akten eingefügt worden sind.

## Rezeption
Mit der Frage nach der Identität des Bombenlegers beschäftigt sich unter anderem auch die luxemburgische Comic-Figur Superjhemp, der in seinen Abenteuern mehrmals auf den Bombenleger trifft, sowie der 2004 erschienene, fiktive Roman Bommenteppech des Luxemburger Schriftstellers Josy Braun.

## Bewertung der Bombenlegeraffäre aus dem Ausland
Zur Bewertung der Bombenlegeraffäre aus dem Ausland schrieb die Frankfurter Allgemeine Zeitung am 13. Juli 2013:

„Gerade einmal sechzig Mitarbeiter eines offenbar sehr kregelen und illoyalen Miniverfassungsschutzes, der erst auffiel, als Angehörige der noch aktiveren Polizeieinheit BMG in den Verdacht gerieten, sich in den 1980er Jahren durch sage und schreibe achtzehn Bombenanschläge die fehlende Staatsschutzarbeit selbst verschafft zu haben. Die ominöse „Bommeleeër“-Affäre mit einem Toten beschäftigt das Land seit bald dreißig Jahren – auch das rekordverdächtig.“